# Landbell
Koordinaten: 49° 59′ 45″ N, 8° 16′ 48,9″ O
Die Landbell Aktiengesellschaft für Rückhol-Systeme ist ein Entsorgungsdienstleister, der Rücknahme- und Verwertungspflichten für Unternehmen übernimmt. Der Unternehmenssitz befindet sich in Mainz.

## Geschichte
Die Landbell AG wurde im September 1995 als lokales Entsorgungsunternehmen gegründet. Ziel war es, Unternehmen bei der Pflicht zur Rücknahme und Verwertung ihrer Verkaufsverpackungen zu unterstützen. Diese trat 1991 mit der Einführung der Verpackungsverordnung in Kraft. Ab 1998 entwickelte Landbell in Zusammenarbeit mit dem Lahn-Dill-Kreis in einem Pilot-Projekt ein eigenes Recyclingsystem. Im August 2003 wurde Landbell über einen Feststellungsbescheid als duales System im Bundesland Hessen zugelassen. Damit beendete Landbell das bis dahin bestehende Monopol bei der Rücknahme und Entsorgung von Verkaufsverpackungen. Bis zu diesem Zeitpunkt war die Duales System Deutschland GmbH (DSD) mit dem Grünen Punkt in Deutschland konkurrenzlos. Im August 2006 wurde Landbell bundesweit als Duales System zugelassen. Im gleichen Jahr überschritt das Unternehmen das erste Mal die Umsatzgrenze von 100 Millionen Euro. Ab 2009 begann die Internationalisierung des Geschäfts, indem Landbell auch Unternehmen im Ausland bei ihren Entsorgungspflichten in Deutschland unterstützte.
2013 gründete das Unternehmen den Green Alley Award, den ersten europäischen Award für Start-Ups aus der Kreislaufwirtschaft. 2014 erfolgte die Übernahme der European Recycling Platform (ERP) und Gründung der Landbell Group. ERP wurde 2002 von Hewlett Packard, Electrolux, Sony und Procter & Gamble als Reaktion auf die Einführung der Richtlinie für Elektro- und Elektronikaltgeräte der Europäischen Union ins Leben gerufen. Damit dehnte die Landbell das Serviceangebot auf 15 Länder und Altgeräte sowie Altbatterien aus und wurde zum einzigen pan-europäische Rücknahmesystem, das alle drei Stoffströme (Verpackungen, Altgeräte und Batterien) bedient. Landbell betreibt die Rücknahmesysteme (englisch: Producer Responsibility Organisation) als unabhängiger, privater Dienstleister für Hersteller. Dabei organisiert Landbell den gesamten Prozess von der Sammlung über die Logistik bis zum Recycling und agiert somit als Schnittstelle zwischen Herstellern und der Entsorgungsbranche.
In den Folgejahren kamen weitere Unternehmen dazu, u. a. H2 Compliance als Experten und Berater für Hersteller rund um deren Konformität mit der globalen Chemikaliengesetzgebung, wie REACH, CLP, Biocide, RoHS sowie mit Verpflichtungen aus der erweiterten Herstellerverantwortung (2016). Zudem hält Landbell Group Anteile an zahlreichen anderen Unternehmen, z. B. an der Gesellschaft TerraCycle GmbH in der DACH-Region. Seit 2017 besteht eine strategische Partnerschaft mit DHL. Ziel ist es, den Kunden Lösungen zum Lieferkettenmanagement und zur erweiterten Herstellerverantwortung aus einer Hand anzubieten.
Im Jahr 2019 trat Landbell der Abfall- und Kreislaufwirtschaftsallianz Prevent bei. Die Allianz wurde vom Bundesministerium für wirtschaftliche Zusammenarbeit und Entwicklung ins Leben gerufen, um den Ausbau einer funktionierenden Abfall- und Kreislaufwirtschaft in Schwellen- und Entwicklungsländern zu fördern. Ihr gehören über 30 Organisationen aus Wirtschaft, Wissenschaft, Zivilgesellschaft und öffentlichen Institutionen an.
Des Weiteren ist die Landbell AG Mitglied der deutschen Branchenverbände wie der Arbeitsgemeinschaft Verpackung & Umwelt, des Bundesverbandes der Deutschen Entsorgungs-, Wasser- und Rohstoffwirtschaft, des Bundesverbandes Sekundärrohstoffe und Entsorgung sowie des Verbandes kommunaler Unternehmen. Mit seiner pan-europäischen Erfahrung in Produktabfallströmen (Verpackungen, Altgeräte, Textilien und Batterien) engagiert sich Landbell auch über ihr Tochterunternehmen European Recycling Platform als im EU Transparenz-Register registrierte Stakeholder in der Politikgestaltung der EU-Institutionen.

## Daten und Fakten
CEO der Landbell ist seit 1. Juli 2007 Jan Patrick Schulz. CFO ist seit 2024 Karen Rieck. Hauptaktionär ist seit Gründung Frank Binder. Das Unternehmen befindet sich seit über 20 Jahren in Familienbesitz. Die Unternehmensgruppe ist heute mit vielen Standorten in mehr als 20 Ländern weltweit vertreten und beschäftigt rund 480 Mitarbeiter aus 39 Nationen. 2024 betrieb das Unternehmen 43 zugelassene Rücknahmesysteme für Verpackungen, Elektro- und Elektronikgeräte, Altbatterien und Textilien in 18 Ländern.